# 麥氏無鰭蛇鰻
麥氏無鰭蛇鰻，又稱麥氏鬚盲蛇鰻，為輻鰭魚綱鰻鱺目糯鰻亞目蛇鰻科的其中一種，分布於西北太平洋的台灣海峽海域，體長可達22.8公分，棲息於底層水域，屬肉食性，生活習性不明。

## 擴展閱讀
維基物種上的相關：麥氏無鰭蛇鰻